# Officiers des États-Unis
 (février 2024).
La mise en forme du texte ne suit pas les recommandations de Wikipédia : il faut le « wikifier ».
Les points d'amélioration suivants sont les cas les plus fréquents :
- Les titres sont pré-formatés par le logiciel. Ils ne sont ni en capitales, ni en gras.
- Le texte ne doit pas être écrit en capitales (les noms de famille non plus), ni en gras, ni en italique, ni en « petit »…
- Le gras n'est utilisé que pour surligner le titre de l'article dans l'introduction, une seule fois.
- L'italique est rarement utilisé : mots en langue étrangère, titres d'œuvres, noms de bateaux, etc.
- Les citations ne sont pas en italique mais en corps de texte normal. Elles sont entourées par des guillemets français : « et ».
- Les listes à puces sont à éviter, des paragraphes rédigés étant largement préférés. Les tableaux sont à réserver à la présentation de données structurées (résultats, etc.).
- Les appels de note de bas de page (petits chiffres en exposant, introduits par l'outil «  Source ») sont à placer entre la fin de phrase et le point final[comme ça].
- Les liens internes (vers d'autres articles de Wikipédia) sont à choisir avec parcimonie. Créez des liens vers des articles approfondissant le sujet. Les termes génériques sans rapport avec le sujet sont à éviter, ainsi que les répétitions de liens vers un même terme.
- Les liens externes sont à placer uniquement dans une section « Liens externes », à la fin de l'article. Ces liens sont à choisir avec parcimonie suivant les règles définies. Si un lien sert de source à l'article, son insertion dans le texte est à faire par les notes de bas de page.
- La présentation des références doit suivre les conventions bibliographiques. Il est recommandé d'utiliser les modèles {{Ouvrage}}, {{Chapitre}}, {{Article}}, {{Lien web}} et/ou {{Bibliographie}}. Le mode d'édition visuel peut mettre en forme automatiquement les références.
- Insérer une infobox (cadre d'informations à droite) n'est pas obligatoire pour parachever la mise en page.

Pour une aide détaillée, merci de consulter Aide:Wikification.
Si vous pensez que ces points ont été résolus, vous pouvez retirer ce bandeau et améliorer la mise en forme d'un autre article.
 (février 2024).

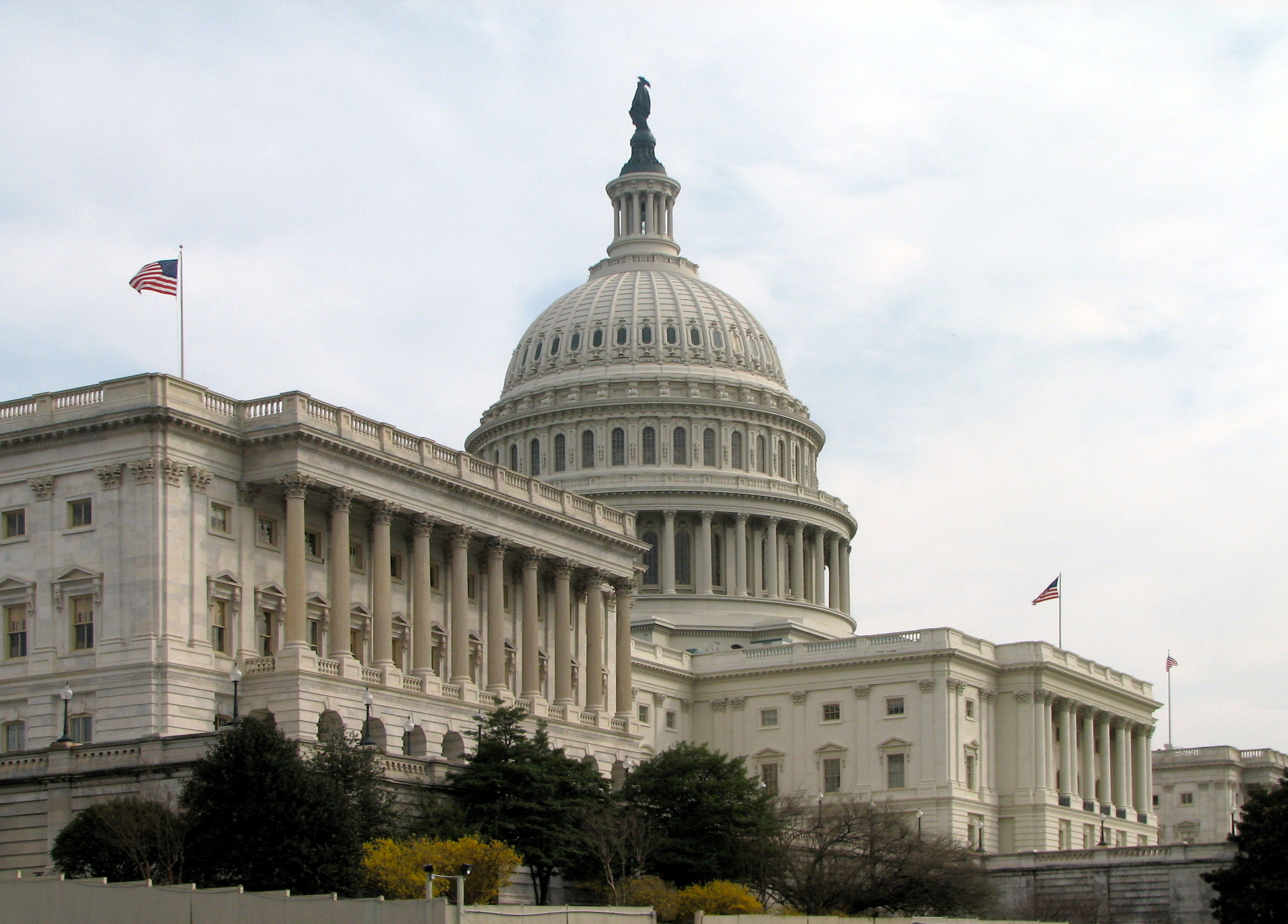
LAppointments Clause confère au Sénat des États-Unis le pouvoir de confirmer ou rejeter les officiers nommés par le Président. Les auditions pour les postes de ministre (secretary) et de juge de la Cour suprême (justice) sont les plus médiatisées, mais il s'en tient beaucoup d’autres.

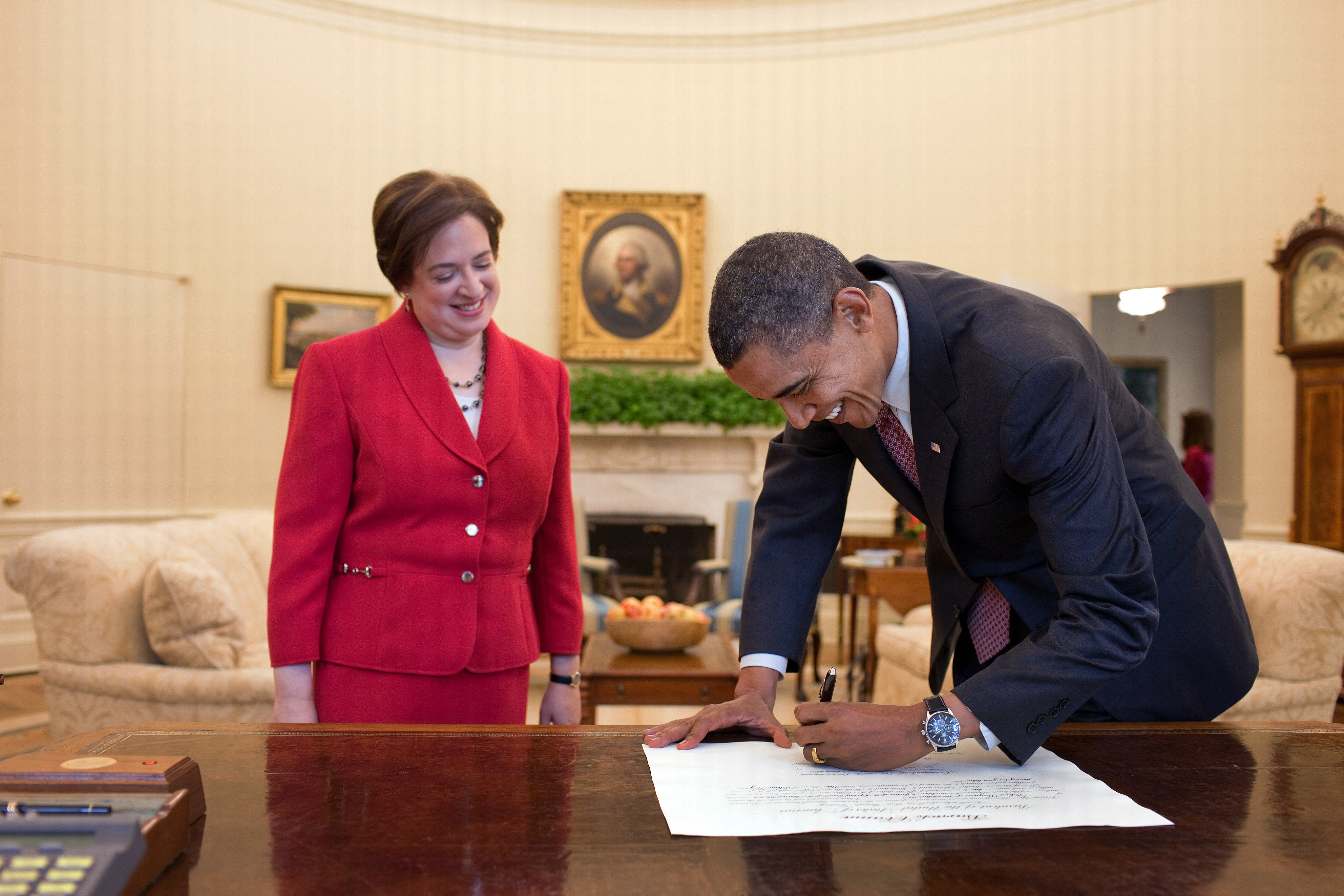
Le président Obama signe les lettres de commission d'officier des États-Unis de la juge Elena Kagan, nommée à la Cour suprême en 2010.

Les officiers des États-Unis (officers of the United States) sont des hauts fonctionnaires qui appartiennent soit à la branche exécutive, soit à la branche judiciaire du gouvernement des États-Unis dont ils exercent une portion de l'autorité souveraine. Le terme d'officer n'est donc pas un titre, mais une position au sein de l'État fédéral américain.
Si, en français, le mot « officier » a été progressivement relégué au monde militaire, aux États-Unis et dans le monde anglo-saxon, il a conservé une acception civile très élevée. Ainsi, à côté des military officers (appartenant aux forces armées des États-Unis), on trouve encore les civilian officers du gouvernement : ce sont, notamment, les chefs des départements exécutifs (secretary), les juges fédéraux, les ambassadeurs, les consuls, les directeurs des agences gouvernementales et, généralement, toutes les personnes qui exercent une portion de l'autorité du gouvernement des États-Unis.

## Origine et définition
L'emploi de ce vieux vocable européen par les rédacteurs de la Constitution américaine est un héritage de la Common law, selon laquelle la position d'autorité et de responsabilité sur les affaires collectives est un office, et celui qui exerce cette position est un officier.
Les officiers des États-Unis sont évoqués à l'origine dans l'Appointments Clause (Article II, section 2, § 2) de la Constitution du 17 septembre 1787, qui dispose que :
...and he shall nominate, and by and with the Advice and Consent of the Senate, shall appoint Ambassadors, other public Ministers and Consuls, Judges of the supreme Court, and all other Officers of the United States […]
Traduction :
...et [le Président] nommera, sur l'avis et avec le consentement du Sénat, les ambassadeurs, les autres ministres publics et consuls, les juges de la Cour suprême, et tous les autres officiers des États-Unis […]

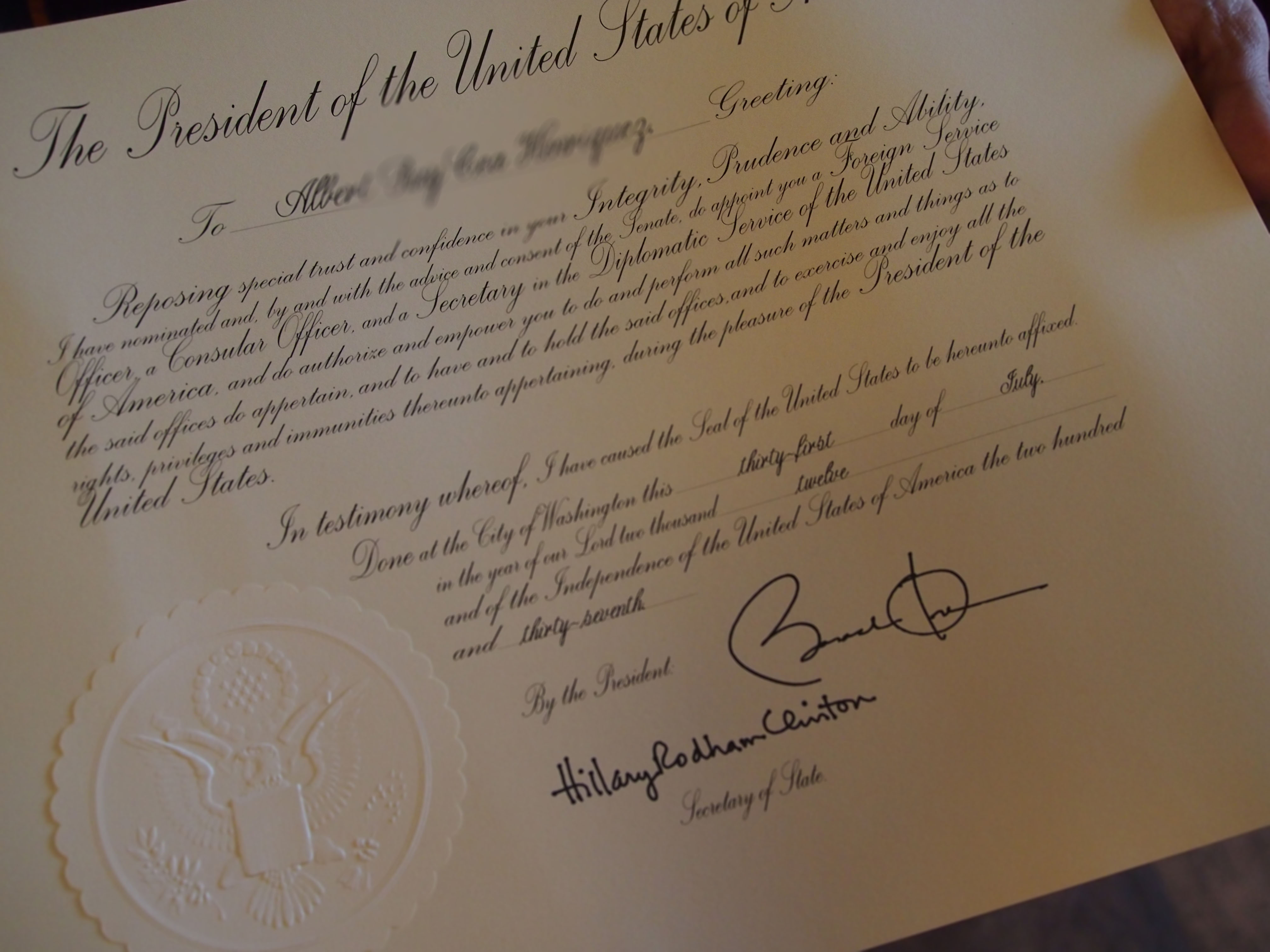
Une lettre de commission signée par le président Obama pour un poste diplomatique en 2012.

Selon les termes de la Constitution, le Président et le Vice-Président sont aussi des officiers et leurs charges sont des offices : « the office of President of the United States ». C'est donc en sa qualité d'officier des États-Unis que le Président peut être mis en accusation, jugé et destitué par le Sénat pour « trahison, corruption et autres crimes et délits majeurs » (Article II, section 4), mais contrairement au système français, où la présidence de la République est une magistrature particulière, cette procédure est indistinctement applicable à tous les officiers des États-Unis, c'est-à-dire aussi bien au Président qu'aux chefs des départements exécutifs (secrétaires), aux ambassadeurs, aux juges fédéraux, etc. La question de savoir si le Président est un officier reprend de l'importance en 2023 avec Anderson v. Griswold, une affaire juridique mettant en jeu la clause d'insurrection du XIVe amendement et dont l'enjeu est éligibilité de Donald Trump pour candidater à l'élection présidentielle de 2024. 
La Constitution américaine prévoit aussi que tous les officiers (lorsqu'ils ont été approuvés par le Sénat) sont commissionnés par le Président des États-Unis (Article II, section 3 : [the President] shall Commission all the Officers of the United States), c'est-à-dire qu'ils reçoivent de celui-ci (le « premier des officiers » en quelque sorte) des lettres de commission leur déléguant la portion du pouvoir du gouvernement qu'ils doivent exercer (voir ci-contre),.

## L'officier civil (civilian officer): une notion à expliciter
En France, pour des raisons politiques et idéologiques, le mot « officier » (héritage de l'Ancien Régime) a été largement évacué du monde civil pour être remplacé par la notion de fonctionnaire, plus impersonnelle.
En conséquence, pour des raisons évidentes d'explicitation, la plupart des traductions françaises de la Constitution américaine traduisent officer par « fonctionnaire ». Si ce n'est pas foncièrement faux, cela peut toutefois porter à une fâcheuse confusion. En effet, le terme français de fonctionnaire embrasse tous les employés de la fonction publique d'un État : aux États-Unis, on parle en l'occurence de government employees pour désigner les fonctionnaires des différents échelons de gouvernement (fédéral, état, local). Mais un Officer aux États-Unis est un type bien particulier de haut fonctionnaire commissionné, semblable en bien des points à ce qu'étaient les commissaires d'Ancien Régime dans le royaume de France, porteurs de lettres de commission du Roi et appelés à exercer en son nom une part de l'autorité souveraine (les intendants par exemple).
Même si la nuance est difficile à percevoir pour un Français d'aujourd'hui, il conviendrait de traduire officer par « officier », ou éventuellement par « haut fonctionnaire », afin de bien comprendre ce que revêt ce mot dans le système institutionnel américain et ne pas le confondre dans la notion française, beaucoup trop vaste, de fonctionnaire.
Les équivalents en France des officiers civils des États-Unis seraient aujourd'hui, à quelques différences près, les magistrats et les emplois supérieurs à la discrétion du Gouvernement (préfets, ambassadeurs).

### Le propre d'unofficerpar rapport à unemployee
Pour les juristes américains, la différence entre un officer et un employee (fonctionnaire) repose sur la question de savoir si la fonction occupée implique ou non la délégation d’une partie du pouvoir souverain du gouvernement des États-Unis : c'est le cas d'un juge fédéral par exemple, mais pas d'un employé du Postal Service. Mais de façon contre-intuitive, il faut bien noter que certains postes éminents au sein du gouvernement américain, comme le chef de cabinet ou l'attaché de presse de la Maison-Blanche, ne sont que des employees (fonctionnaires) et en aucun cas des officers, car ils n'ont aucune autorité à engager sous leur signature le pouvoir du gouvernement fédéral.

## Prédicat honorifique
Les officiers civils des États-Unis reçoivent le prédicat honorifique de the Honorable, là aussi un vieil héritage britannique. Retraités de leur office, ils conservent l'honneur de ce prédicat toute leur vie, mais il est devenu rare de l'employer et, le cas échéant, il l'est à l'écrit pour s'adresser à la personne et marquer une certaine révérence.
La formule « votre honneur » est toujours employée pour s'adresser aux juges.